# Ptolemeu III Evèrgetes I

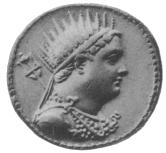
Moneda de Ptolemeu III

Ptolemeu III Evèrgetes o Ptolemeu III Evèrgetes I (grec antic: Πτολεμαῖος Εὐεργέτης, Ptolemeu el Benefactor) fou rei d'Egipte (246 aC-222 aC). Encara que fou conegut com a Evèrgetes, i també (segons Pompeu Trogus i Eusebi) com a Trifó, aquests malnoms no apareixen a les seves monedes.

## Antecedents
Fill gran de Ptolemeu II Filadelf i de la seva primera dona Arsínoe I. De molt jove fou casat amb Berenice de Cirene, filla de Magas de Cirene, i enviat a Cirene virtualment com a ostatge. A la mort de Magas el 258 aC i el ràpid assassinat del seu successor Demetri el bell, va prendre el poder a Cirene junt amb la seva dona Berenice. La data d'aquests esdeveniments és incerta però va haver de ser entre el 257 aC i el 247 aC, abans de la mort de Ptolemeu II Filadelf el 246 aC, al que va succeir reunint en aquell moment les possessions egípcies amb Cirene.

## La guerra de Síria
El selèucida Antíoc II Theós va repudiar la germana de Ptolemeu III, Berenice, i va tornar amb la seva primera dona, Laòdice I, que el va enverinar. Mort Antíoc, els soldats van aclamar com a rei el fill de Laòdice, Seleuc II Cal·línic, i el fill de Berenice -que també es deia Seleuc- fou assassinat a Antioquia. Berenice va poder enviar una petició d'ajut a son germà Ptolemeu III, que davant el perill que corria la seva germana, va reunir l'exèrcit, però Berenice fou assassinada (tot i que la seva mort fou mantinguda en secret) i quan va veure que ja no la podia salvar, va seguir la guerra per revenjar-la i va entrar a Celesíria amb un exèrcit nombrós.
Les hostilitats es van iniciar el 245 aC quan el governador-virrei de Xipre, Ptolemeu, germà de Ptolemeu III, va desembarcar a Selèucia de Piera des on van marxar contra Antioquia que van ocupar. La flota egípcia va ocupar Solunt, a Cilícia. Moltes ciutats de Celesíria i Síria es van sotmetre als egipcis sense lluita. Ptolemeu III va arribar pràcticament sense oposició a Antioquia, però no va creuar les muntanyes del Taure en persecució de Seleuc i Laòdice, sinó que es va dirigir a l'est cap a Babilònia i Susa, i va rebre la submissió de Mesopotàmia, Babilònia, Susiana, i totes les províncies orientals fins a Bactriana. A finals d'any va retornar a Egipte amb un immens botí en el que hi havia les estàtues de les deïtats egípcies que s'havia emportat Cambises II de Pèrsia (530 aC-522 aC) i que foren reintegrades als seus temples amb gran alegria dels egipcis que per aquest acte li van dir Evèrgetes (Benefactor). No se sap perquè Ptolemeu III va tornar a Egipte, però és possible que fos en saber que la seva germana Berenice era ja morta; tot i així els egipcis van mantenir l'ocupació de Síria. La flota egípcia a més a més es va apoderar de Cilícia, Pamfília i Jònia fins a l'Hel·lespont incloent Lisimàquia i altres ciutats importants de la costa de Tràcia. Segurament fou llavors quan es va enfrontar amb Antígon Gònates i va lliurar amb els macedonis una batalla naval a Andros, però els fets són bastant confusos (Trogus Pompeius, Prol. XXVII).
Però Seleuc II va passar a l'ofensiva el 244 aC i es va assegurar la lleialtat de les ciutats gregues de l'Àsia Menor, especialment Esmirna, amb l'única excepció d'Efes, el governador de la qual es va declarar a favor de Ptolemeu. Seleuc va fer aliança amb el rei del Pont i va ordenar la construcció d'una flota per reconquerir Síria, Efes i Solon. Seleuc II es va presentar tot seguit a Síria on els governadors de les ciutats es van declarar a favor seu, i en va expulsar els egipcis en pocs mesos (entre la primavera i l'estiu); els egipcis però van conservar la Celesíria i Fenícia, així com la base de Selèucia de Piera, prop d'Antioquia (de la que n'era el port). Les províncies orientals van retornar ràpidament a l'obediència al rei selèucida.
Aquell mateix any Seleuc va concedir al seu germà Antíoc Híerax (Antíoc el voltor) el govern de les regions de l'Àsia Menor al nord i oest de les muntanyes del Taure. Antíoc es va comportar com a sobirà independent i va enfortir l'aliança amb el rei Ariobarzanes III del Pont, i va cercar també l'aliança dels gàlates. En les seves ambicions va rebre el suport egipci distraient l'atenció de Seleuc de la guerra contra Egipte.
La guerra es va acabar el 241 aC amb un tractat de pau per deu anys, en el qual Egipte va conservar Efes, Milet, Priene, Samos, Lebedos, el sud de Jònia, Cària, Lícia, Pamfília, Cilícia Occidental i Celesíria, així com els territoris que dominava a Tràcia (Abdera, Cípsela, Samotràcia, Sestos i els Quersonès.

## Aliats exteriors
El 230 aC el rei Àtal I de Pèrgam, que havia derrotat els gàlates, va atacar a Antíoc Híerax, que era aliat d'aquestos. Antíoc, després de la derrota gàlata, només tenia el suport egipci, poc significatiu. Després de tres campanyes victorioses d'Àtal, finalment Antíoc va haver de fugir i els seus dominis es van repartir entre pergamides, egipcis, macedonis (Cària), gàlates i capadocis (227 aC). Llavors, el mateix any, Antíoc es va presentar a l'Alt Eufrates on pretenia crear-se un nou regne aprofitant que Seleuc II era a Hircània lluitant contra els parts, i que tenia el suport de la seva tia Estratonice (ex dona de Demetri de Macedònia) els agents de la qual van revoltar el nord de Síria a favor seu. Seleuc va retornar a Síria i va derrotar els rebels amb certa facilitat, i va fer matar Estratonice. Antíoc va fugir (segons uns cap Egipte o segon d'altres cap a Tràcia) i va morir poc després (vers 227 aC) a mans d'uns lladres.
La seva aliança amb la Lliga Aquea va continuar fins que aquesta es va aliar amb el Regne de Macedònia i llavors Egipte va afavorir a Cleòmenes III d'Esparta al que va facilitar una retirada honorable després de la seva decisiva derrota a Selàsia el 222 aC. Amb Roma va mantenir bones relacions però va rebutjar ajut romà durant la seva guerra per Síria.

## Expansió comercial i desenvolupament cultural
En els darrers anys del seu regnat va combatre a les tribus de Núbia, en va sotmetre algunes i va arribar fins a Adulis o Adule, a la costa de la mar Roja on va establir un centre comercial. Una còpia de la inscripció que allí va fer va arribar gràcies al monjo Cosme Indicopleustes.
Va ampliar la biblioteca d'Alexandria. Entre els homes de lletres que van florir en el seu regnat cal esmentar Esatòtenes, Apol·loni de Rodes i Aristòfanes el gramàtic.
Va ampliar el gran temple de Tebes, en va fer un a Esna (el famós temple d'Edfú), i un a Canopos, dedicat a Osiris que va erigir en nom propi i de la seva dona Berenice II. Probablement va fundar la ciutat de Berenice a la Cirenaica, però en general va fundar menys ciutats que el seu pare. Quan Rodes va ser destruïda per un terratrèmol hi va enviar magnífics regals i ajut.

## Mort i successió
La seva dona fou Berenice de Cirene (Berenice II), que era cosina germana d'ell. Amb ella va tenir tres fills: Ptolemeu IV Filopàtor, Magas i Arsínoe (futura esposa de son germà Ptolemeu IV).
Va morir després del 18 d'octubre del 222 i abans de final d'any. El va succeir el seu fill gran Ptolemeu IV Filopàtor.

## Remarques
1. ↑  Trullén, Josep Maria (dir). Biblioteca Museu Víctor Balaguer. Guia de les Col·leccions del Museu.  Organisme Autònom BMVB, 2001, p.22. ISBN 84-931438-3-9.
2. ↑  grec antic: ἱέραξ.
3. ↑  Llatí: Ariobarzānes; grec antic: Ἀριοβαρζάνης.

| Precedit per: Ptolemeu II Filadelf | Ptolemeus | Succeït per: Ptolemeu IV Filopàtor |